# 伊万·伊萨科夫
伊萬·斯捷潘諾維奇·伊薩科夫（1894年8月22日 – 1967年10月11日）是一位亞美尼亞裔蘇聯將軍，曾為蘇聯海軍總司令、海軍副部長，最高軍銜為蘇聯海軍元帥。伊薩科夫在蘇聯海軍的發展上扮演相當重要的角色，特別是第二次世界大戰期間的波羅的海艦隊和黑海艦隊。伊薩科夫除了其軍事生涯外，他也是一位海洋學家，為隸屬蘇聯科學院委員會成員和作家，也是亞美尼亞蘇維埃社會主義共和國的科學院榮譽成員。

## 生平

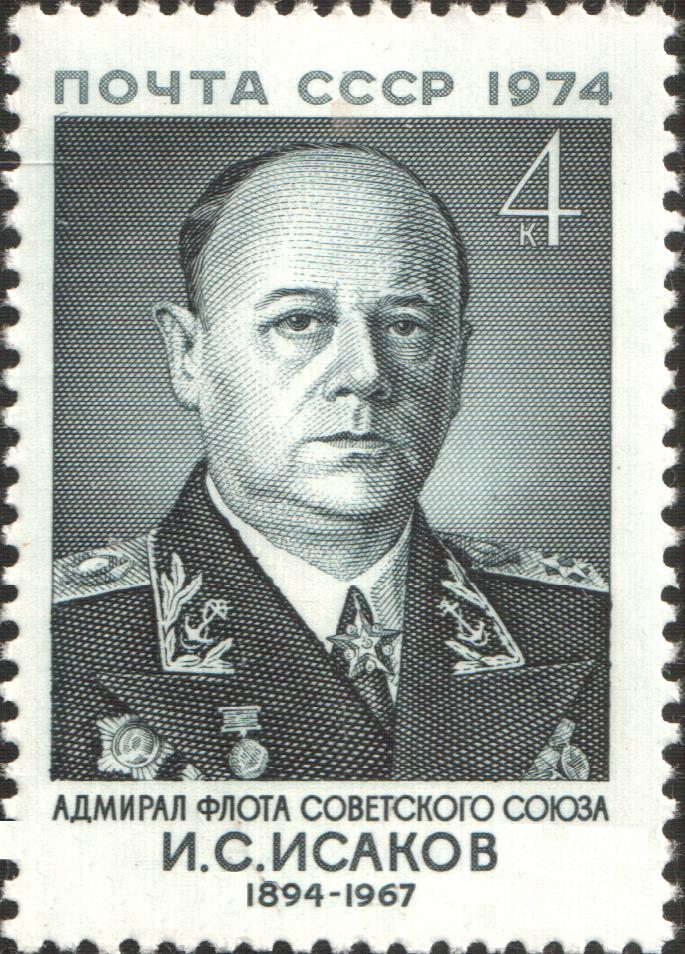
苏联邮票上的伊萨科夫

伊萬·伊薩科夫出生於俄羅斯帝國卡爾斯州哈吉根德（Hadjikend）的一個亞美尼亞鐵路工人家庭，爾後全家搬到了第比利斯，伊薩科夫於1913年在當地完成了實科中學（realschule）的學業。1917年，伊薩科夫前往俄羅斯彼得格勒，進入俄羅斯帝國海軍的海軍防衛學院，並於同年3月以海軍官校學生身分畢業。自從1932年擔任教授後，伊薩科夫即花了他大量的時間研究海軍戰術與戰略學。1932至1933年間，伊薩科夫參與了蘇軍對德國海軍的調查，尤其特別關注其潛艇以及在第一次世界大戰中使用的戰術。1937年，伊薩科夫在他成功答辯了關於其青島戰役中德軍對日軍的攻防內容後，他獲得了「全博士學位」。在納粹德國於1941年對蘇聯發動入侵後，蘇聯海軍的人力驟減，紛紛調往陸上對抗德軍。儘管如此，伊薩科夫仍暫時服役於「红旗北方艦隊」至1942年，而之後轉往北高加索方面軍，1944年3月31日，伊薩科夫晉升為「海軍元帥」，為蘇聯海軍史上僅有此軍銜的三人之一，但依舊去從事教職工作。1947年，伊薩科夫被任命為《海圖集》三本著書的主編，內容包括海底的測量繪圖、海洋的景觀、歷史上的著名海戰，該作也獲得了1951年的「蘇聯國家獎」，1955年3月3日，伊薩科夫晉升為「蘇聯海軍元帥」。伊薩科夫也參與了諸如蘇聯大百科全書一類著作的編輯工作。1958年，他成為了蘇聯科學院的通訊院士。

## 著作
伊薩科夫著有下列書目：
- 《1914年日軍青島戰役》，著於1936年
- 《衛國戰爭中的蘇聯海軍艦隊》，著於1947年
- 《關於海軍的故事》，著於1962年
- 《九之終》，著於1963年
- 《首要外交工作》，著於1964年
- 《一位不可摧的少校故事》，著於1965年
- 《海軍的吸引力》，著於1984年
- 《選作》，著於1984年

## 榮譽
- 蘇聯英雄（1965年）
- 列寧勳章，六枚
- 紅旗勳章，三枚
- 一級烏沙科夫勳章，兩枚（1944年7月22日，第六位，和1945年6月28日，第16位）
- 一級衛國戰爭勳章
- 紅星勳章
- 保衛列寧格勒獎章
- 保衛莫斯科獎章
- 保衛塞瓦斯托波爾獎章
- 保衛高加索獎章
- 1941-1945年伟大衛國戰爭戰勝德國獎章
- 1941-1945年伟大衛國戰爭二十週年紀念獎章
- 戰勝日本獎章
- 工農紅軍二十週年紀念獎章
- 蘇聯陸海軍三十週年紀念獎章
- 蘇聯武裝力量四十週年紀念獎章
- 莫斯科建城八百週年紀念獎章
- 列寧格勒建城兩百五十週年紀念獎章
- 史達林獎

## 資料來源
1. 1 2 3 4 5  （亞美尼亞文） Baghdasaryan A. and Ashot H. Harutyunyan. «Իսակով, Հովհաննես Սթեփանի» (Isakov, Hovhanness Stepani). Armenian Soviet Encyclopedia. vol. iv. Yerevan: Armenian Academy of Sciences, 1978, pp. 389–390.
2. ↑  Åselius. Rise and Fall of the Soviet Navy, p. 202.
3. ↑  Dotsenko, V.D.  "Slovar' Biograficheskiy Morskoy" (Naval Biographical Dictionary). St. Petersburg: Logos, 2001, p.166 ISBN 5-87288-128-2.

## 延伸閱讀
- Harutyunyan, Ashot H. Սովետական Միության Նավատորմի Ծովակալ Ի.Ս. Իսակով (ռազմական ակնարկ) (Admiral of the Soviet Navy, I.S. Isakov [A Military Essay]). Yerevan: Haypethrat, 1975.

## 外部連結
- . 国家英雄.   [2006-12-28]. （原始内容存档于2020-01-09） （俄语）.